# Rovon
Rovon é uma comuna francesa na região administrativa de Auvérnia-Ródano-Alpes, no departamento de Isère. Estende-se por uma área de 11,82 km². Em 2010 a comuna tinha 619 habitantes (densidade: 52,4 hab./km²).